# Raw Tomatos - Volume One
Albums de Little Feat
Ripe Tomatos - Volume One
(2002) Live at the Rams Head
(2002)
Raw Tomatos - Volume One est une compilation de Little Feat, sortie le 18 juin 2002.

## Liste des titres
| 1.  | Crack in your Door                      | 2:50 |
| 2.  | The Fan                                 | 4:03 |
| 3.  | Trouble (Demo)                          | 1:48 |
| 4.  | Apolitical Blues                        | 3:15 |
| 5.  | Fat Man in the Bathtub (Demo)           | 4:02 |
| 6.  | Sailin' Shoes                           | 5:33 |
| 7.  | Teenage Nervous Breakdown               | 3:45 |
| 8.  | Ass for Days                            | 1:11 |
| 9.  | Gringo                                  | 4:12 |
| 10. | Rocket in my Pocket                     | 4:34 |
| 11. | Long Distance Love                      | 3:10 |
| 12. | Long Time 'Til I Get Over You           | 4:38 |
| 13. | Changin' Luck                           | 6:19 |
| 14. | Mojo Haiku                              | 5:08 |
| 15. | Those Feat'll Steer You Wrong Sometimes | 5:41 |
| 16. | Strawberry Flats                        | 3:43 |
| 17. | Six Feet of Snow                        | 3:03 |
| 18. | Shake Me Up                             | 5:33 |
| 19. | Business as Usual                       | 4:47 |

| 1.  | Rock 'N Roll Doctor                | 4:07 |
| 2.  | Time Loves a Hero                  | 5:06 |
| 3.  | The Blues Don't Tell It All (Redo) | 7:17 |
| 4.  | Voodoo Jam                         | 5:25 |
| 5.  | Honest Man                         | 6:49 |
| 6.  | Blue Jean Blues                    | 5:38 |
| 7.  | Rocket in My Pocket                | 6:16 |
| 8.  | Old Folks Boogie (Acoustic)        | 5:31 |
| 9.  | Rio Esperanza                      | 5:19 |
| 10. | Borderline Blues                   | 7:54 |
| 11. | Let It Roll                        | 8:25 |
| 12. | Missin' You (Redo)                 | 3:22 |